# Ampelopsis delavayana
Ampelopsis delavayana är en vinväxtart som beskrevs av Jules Émile Planchon och Adrien René Franchet. Ampelopsis delavayana ingår i släktet Ampelopsis och familjen vinväxter.

## Underarter
Arten delas in i följande underarter:
- A. d. glabra
- A. d. setulosa
- A. d. tomentella